# Уразбаев, Эльдор Магоматович
Эльдо́р Магома́тович Уразба́ев (узб. Eldor Magomatovich Oʻrazboyev, Элдор Магоматович Ўразбоев, каз. Елдар Мұхаммедұлы Оразбаев, Элдор Магаметұлы Оразбаев; 11 октября 1940, Ташкент, СССР — 21 февраля 2012, Денвер, США) — советский и российский кинорежиссёр, сценарист, продюсер и актёр; заслуженный деятель искусств России (1998).

## Биография
В 1963 году окончил механико-математический факультет МГУ. После окончания университета вернулся в Ташкент и до 1968 года работал в Институте кибернетики АН Узбекской ССР в лаборатории «Новые элементы ЭВМ».
В 1972 году окончил Высшие курсы сценаристов и режиссёров (мастерская А. А. Алова и В. Н. Наумова).
Работал ассистентом режиссёра в группе Ш. К. Айманова на киностудии «Казахфильм». После смерти Ш. Айманова снял продолжение его фильма «Конец атамана» — «Транссибирский экспресс» по сценарию А. А. Адабашьяна, Н. С. Михалкова и А. С. Кончаловского.
С 1979 года из студии «Казахфильм» перебрался на ЦКДЮФ имени М. Горького, где выпустил фильмы «Фрак для шалопая» (1979), «Инспектор ГАИ» (1982, совместно с О. Н. Ефремовым), а также ряд других картин.
В 1982 году вступил во второй брак с актрисой Н. У. Аринбасаровой, которую снимал в «Транссибирском экспрессе».
С 1982 года — руководитель Первого творческого объединения киностудии имени Горького, с 1987 года — художественный руководитель творческого объединения ТВК (телевидеокино) этой же студии.
В 1987 году выпустил сериал «Визит к Минотавру» по роману братьев Вайнеров с С. К. Шакуровым, А. Г. Филиппенко, Р. Я. Пляттом, В. И. Гафтом, В. Г. Смирнитским и другими известными актёрами.
В 1995 году Уразбаев стал членом правления ЦКДЮФ имени М. Горького.
В начале 2000 годов снимал сериалы на телевидении.
В 2010 году c новой женой Аллой уехал в США. Жил и лечился от тяжёлой болезни в Денвере, штат Колорадо, где и умер 21 февраля 2012 года на 72-м году жизни.

## Фильмография

### Актёр
- 1982 — Инспектор ГАИ — эпизод (нет в титрах)
- 1983 — Люблю. Жду. Лена — геолог
- 1987 — Визит к Минотавру — Заротов, дежурный милиции (голос по телефону)
- 1995 — Авантюра (Украина / Россия) — Юрий (казахский генерал КГБ)
- 1995 — Крестоносец — Эрген
- 2001 — Леди босс — «Кен» (Тимур Хакимович Кенжетаев)
- 2001 — Марш Турецкого (второй сезон)
  - Фильм седьмой. «Просроченная виза» — Олег Никифорович Авдеев (президент банка «Деловой партнёр»)
- 2001 — Сыщики (первый сезон)
  - Фильм пятый. «Страсть» — Мисимото
- 2004 — Стилет 2 — Бадмаев
- 2009 — Прыжок Афалины — патологоанатом

### Режиссёр
- 1972 — Солдатёнок (короткометражный)
- 1974 — Дар (короткометражный)
- 1975 — Выбор
- 1977 — Транссибирский экспресс
- 1979 — Фрак для шалопая
- 1981 — Смотри в оба!
- 1982 — Инспектор ГАИ
- 1985 — Секунда на подвиг
- 1987 — Визит к Минотавру
- 1993 — Трам-тарарам, или Бухты-барахты
- 1994 — Хаги-Траггер
- 2001 — Хозяин «Империи»
- 2002 — Женская логика
- 2003 — Ребята из нашего города
- 2004 — Богатство
- 2006 — Варенька
- 2009 — Прыжок Афалины

### Сценарист
- 1990 — Гамлет из Сузака, или Мамайя Кэро (Казахфильм)
- 1992 — Ариэль

## Признание и награды
- Государственная премия Казахской ССР (1978) — за фильм «Транссибирский экспресс» (1977)
- Заслуженный деятель искусств Российской Федерации (1998)
- Юбилейная медаль «10 лет Астане» (Казахстан, 2008)[3]